# 783 TCN
783 TCN là một năm trong lịch La Mã.